# Odontophorus strophium
Odontophorus strophium là một loài chim trong họ Odontophoridae.